# Szwajcarskie Siły Powietrzne
Szwajcarskie Siły Powietrzne (niem. Schweizer Luftwaffe, fr. Suisses aériennes, wł. Forze Aeree Svizzere) są integralną częścią sił zbrojnych Szwajcarii. Zostały założone 31 lipca 1914 roku. W 1936 roku zostały wydzielone jako osobna formacja.

## Historia
W 2011 roku ostatnie Aérospatiale Alouette III przekazano Pakistanowi. Obecnie Szwajcaria dysponuje myśliwcami F-18 Hornet oraz Northrop F-5 Tiger II, które planowano zastąpić 22 nowymi Saab JAS 39 Gripen. Zakup ten został jednak odrzucony przez Szwajcarów w referendum 18 maja 2014 roku. Szwajcaria planuje eksploatować F-18 do 2025 roku. Władze kraju wyznaczyły zadanie przygotowania nowego przetargu w postaci opracowania warunków taktyczno-technicznych. Planowane do ogłoszenia w 2017 roku zamówienie obejmie następców F-5 jak i F-18.

## F-5 Tiger II w Szwajcarskich Siłach Powietrznych
Na wyposażeniu jednostek w latach 70 XX w. znajdowały się samoloty myśliwsko-bombowe Venom, w liczbie 200 sztuk, o ówcześnie niskich możliwościach bojowych i modernizacji. Wzmocnienie obrony powietrznej kraju, polegało na podzieleniu przestrzeni powietrznej na dwie części. Do wysokości 6000 m operować miały myśliwce przewagi lokalnej, a powyżej tego pułapu samoloty Mirage. Na podstawie analiz wojen arabsko-izraelskich i wojnie w Wietnamie wytyczono wymagania dla nowego samolotu w dokumencie "Prowadzenie walki powietrznej w latach 80." wydanym 9 października 1973 roku.
Samolot miał mieć dobre parametry dynamiczne, bez skomplikowanych systemów walki, co ułatwiłoby szkolenie załóg. Wymaganiem gabarytowym była możliwość operowania na górskich lotniskach i hangarach. Zapotrzebowanie zostało określone na 60-80 samolotów.

### Konkurs
Przy rozpisaniu konkurentów do przetargu brano pod uwagę takie maszyny jak: YF-16, YF-17(późniejszy F/A-18) jednak były to dopiero prototypy. Do wytwórni lotniczych wysłano delegacje w celu zapoznania się z oferowanymi samolotami i na podstawie ich rekomendacji wysyłano zaproszenia do konkursu. Odrzucony został brytyjski samolot Harrier GR.1. Decyzję spowodowała katastrofa maszyny podczas oblotu. Na końcu udział w konkursie wzięły cztery samoloty: francuski – Dassault Mirage F1, amerykańskie – Northrop F-5E Tiger II, F-4E Phantom II, szwedzki – Saab Ja37 Viggen. Rozstrzygnięcie konkursu zapadło po testach wszystkich maszyn, jednak znakomite osiągi, łatwość szkolenia pilotów oraz atrakcyjna cena zadecydowały o wyborze F-5E Tiger II.
Dokładne wyliczanie kosztów wiązało się z tym, że zakup myśliwców stanowił tylko część programu modernizacji armii na lata 1975–1979 (Rüstungsprogramm 1975). Wynegocjowany offset zamówienia wynosił 30% wartości oraz uruchomienie produkcji w zakładach F + W Emmen. 16 marca 1976 po długich debatach parlamentarnych wyrażono zgodę na zawarcie kontraktu.

### Wdrożenie do służby
Zakupione 72 samoloty miały zostać podzielone na cztery eskadry. Dostosowanie do warunków szwajcarskich obejmowało:
- wzmocnienie dźwigarów do podwieszania samolotu pod suwnicą
- instalacja tlenowa ze sprężonym powietrzem zamiast ciekłym tlenem
- wyposażenie w radiostację UHF, system identyfikacji "swój-obcy", układ ostrzegający przed opromieniowaniem radiolokacyjnym AN/ALR-46(V)3
- montaż radiolokatora Emerson Electric AN APQ-150
- montaż systemów antypoślizgowych dla podwozia
- przeskalowanie przyrządów z jednostek metrycznych
- wbudowanie rejestratora przeciążeń
- instalacja bezwładnościowej platformy nawigacyjnej
- wyposażenie katapultowanego fotela Martin-Baker w zestaw przetrwania wysokogórskiego
- zaprogramowanie systemu ILS i klap do lądowań

Jedyną specjalną zmianą, z początku tylko dla Szwajcarii, był system antypoślizgowy. Pierwsze 19 samolotów zostało zmontowanych w Palmdale. Pierwszy samolot, 19 października 1977, odbył lot z numerem J-3002. Po przeprowadzeniu ostatnich prób samoloty przyleciały do bazy McClellan, gdzie zostały rozmontowane i zapakowane na pokład C-5 Galaxy. Wykonano trzy loty transportowe pomiędzy 22 sierpnia a 18 października 1978 roku. Pozostałe 53 samoloty zostały montowane w Szwajcarii.  W momencie wycofania samolotów Venom, bezprzetargowo dokupiono 32 samoloty F-5E i 6 sztuk F-5F. Umowa została zatwierdzona przez władze 4 czerwca 1981 roku, na kwotę 770 000 000 franków szwajcarskich. Wszystkie samoloty, które zostały dokupione zmontowano w latach 1983–1985.
Pierwszych pięciu pilotów wyleciała na szkolenie w sierpniu 1978 roku do Stanów Zjednoczonych. Odbywało się ono w bazie Williams w 425. Bojowym Szwadronie. Końcem stycznia 1979 roku zaczęto szkolić personel i 30 października 1979 roku dwie pierwsze eskadry uzyskały gotowość operacyjną. Początkowo dużymi ćwiczeniami jakie samoloty wykonywały były lądowania na autostradach oraz próby mobilnych zapleczy technicznych dla samolotów. W latach 1992–1993, próbowano przystosować dwie eskadry do zadań bliskiego wsparcia lecz brak finansów spowodował anulowanie projektu. W 1995 roku do jednostek wyposażonych w ten samolot dołączył zespół akrobacyjny Patrouille Suisse.
1 stycznia 1996 roku zmieniono organizację Fliegertruppe, przemianowaną na Schweizer Luftwaffe. Zmieniło to ilość używanych lotnisk poprzez zamknięcie ich części i likwidację części jednostek. W 1997 roku F-5 Tiger II otrzymały zakaz lotów po wykryciu pęknięć i poluzowanych nitów w dźwigarach skrzydeł. Po dokonaniu inspekcji połowa samolotów została skierowana do remontów. W 1998 roku pojawiły się pierwsze F-18, co skutkowało wycofaniem samolotów z przezbrajanych jednostek, które wystawiono na sprzedaż. W 2004 roku zamknięte dwie kolejne bazy lotnicze i rozwiązano jednostki liniowe tam stacjonujące. Wycofano kolejne 31 samolotów. Obecnie (stan na 2014 rok) lotnictwo wojskowe Szwajcarii dysponuje 54 samolotami F-5E, F-5F (42 jednomiejscowe i 12 dwu miejscowych), które po wykończeniu resursów zostają skreślone ze stanu.

## F-18 w Szwajcarskich Siłach Powietrznych

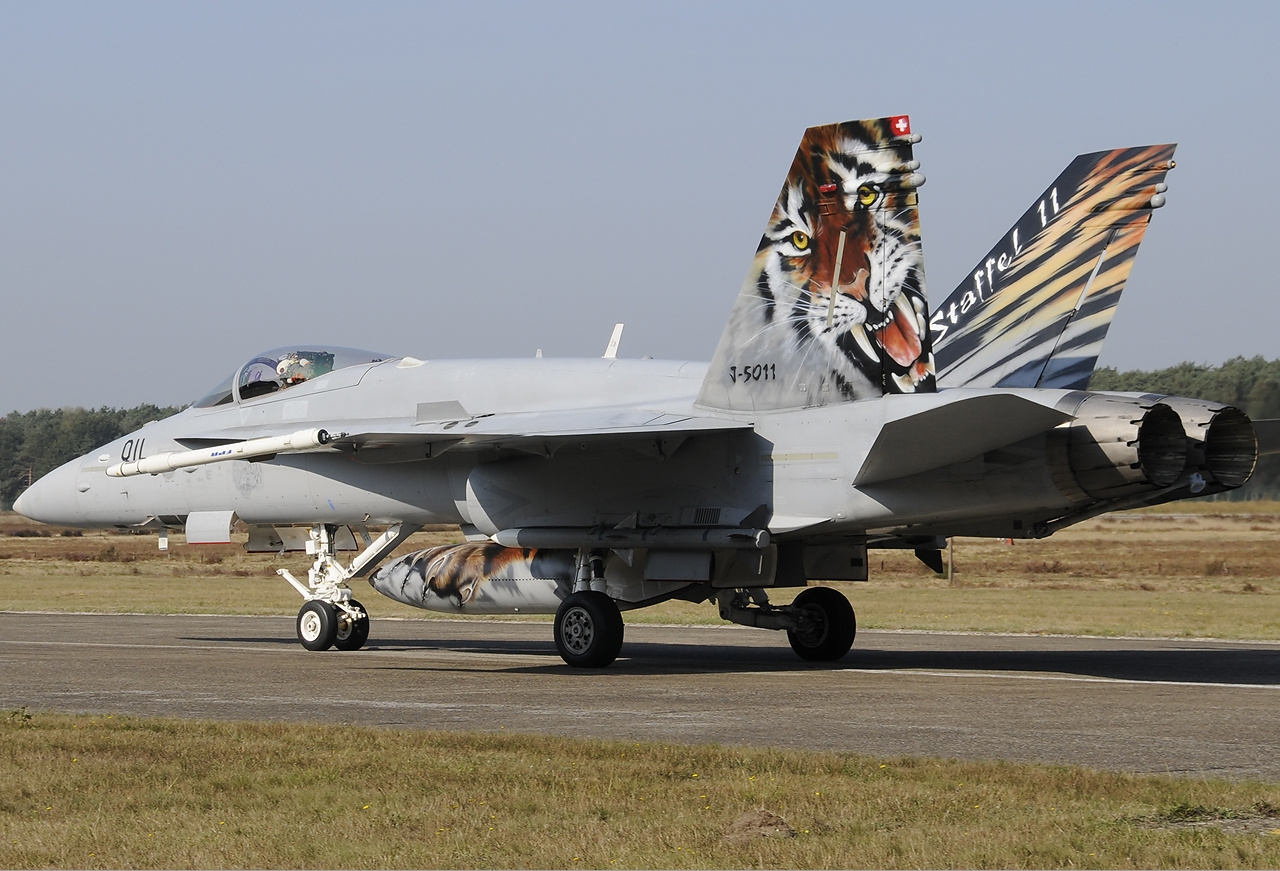
F/A-18C Hornet J-5011

Konkurs na następcę Mirage IIIS rozpisany został już w 1985 roku. Francuskie samoloty bojowe mimo iż uważane za wielozadaniowe używane były wyłącznie do zadań obrony powietrznej. Założeniem było, aby ich następca również był maszyną przechwytującą o dobrych parametrach dynamicznych, wyposażoną w zaawansowany radar, przystosowaną do działań w każdych warunkach atmosferycznych i w środowisku silnych zakłóceń elektronicznych ze sporym zapasem paliwa. Zapotrzebowanie szacowano na 40-60 maszyn.
Pod uwagę brano aż 6 konstrukcji: F-16, F/A-18, F-20, JAS 39, IAI, Dassault Mirage 2000C. Z proponowanych maszyn w stadium prototypowym znajdował się F-20 Tigershark, a prototypowym JAS 39 Gripen i IAI Lavi, co z góry przekreśliło ich szanse. Z pozostałych maszyn po dokładnej analizie parametrów i wstępnym oblataniu przez pilotów testowych do etapu intensywnych prób dopuszczono wyłącznie F-16 Fighting Falcon i F/A-18 Hornet. Czterodniowe testy odbyły się w maju 1988 roku. Wykazały one jednoznaczną przewagę Horneta w założonej roli. Wysoko został oceniony komfort kabiny pilota oraz łatwość hangarowania maszyn. Parametry lądowania które były dostosowane do lotniskowców doskonale nadawały się do wykorzystania w górzystych alpejskich lotniskach.
3 października 1988 roku podjęto decyzję o zakupie 34 sztuk, którą jednak wstrzymano po pojawieniu się nowej konkurencji w postaci samolotów wschodnich po rozpadzie Bloku Wschodniego i zjednoczeniu Niemiec. Jedną z najwyżej ocenianych konstrukcji był MiG-29, który uzyskał w Szwajcarskim parlamencie sporo zwolenników. Drugim samolotem była nowsza wersja Mirage 2000 oznaczona jako 2000-5. Z powodu krótkiego resursu płatowca i niestabilności rynku radzieckiego odrzucono propozycję MiG-a, to konstrukcja francuska została skonfrontowana z F/A-18 z której ponownie wyszedł zwycięsko. Przewagą okazały się większe zbiorniki wewnętrzne, które pozwalały na znacznie szybsze reagowanie co w skali wielkości kraju ma kluczowe znaczenie.
Oficjalne potwierdzenie wyboru Horneta, nastąpiło 26 czerwca 1991 roku, a niemal rok później 17 czerwca 1992 roku podpisano kontakt na dostawę 34 sztuk: 26 samolotów w wersji jednomiejscowej C i 8 w dwumiejscowej D. Szwajcarskie środowiska pacyfistyczne jednak zablokowały zakup domagając się referendum w tej sprawie. W głosowaniu 6 czerwca 1993 roku większość społeczeństwa opowiedziała się za kontynuowaniem programu modernizacji lotnictwa. Opóźnienie dostaw miało dobre strony, gdyż przeprowadzono w samolotach wszelkie udoskonalenia wynikające z ich eksploatacji. Zamontowano nowy radar AN/APG-73, system zakłóceń AN/ALQ-165, ponadto wzmocniono konstrukcję wręgami stopu tytanowego. Podniosło to żywotność z 3000 do 5000 godzin, jakie przewidywane były przy forsowanym użytkowaniu podczas startów i lądowań.

### Dostawy i szkolenie
Pierwszą jednostką wytypowaną do przezbrojenia była Fliegerstaffel 17. Piloci tej eskadry zostali wysłani na szkolenia we wrześniu 1995 roku do USA. Jako pierwszy 20 stycznia 1996 roku w powietrze wzbił się dwumiejscowy samolot nr J-5231. Tylko pierwsze dwie maszyny zostały zbudowane całkowicie w USA gdyż pozostałe zmontowane były w szwajcarskich zakładach RUAG w Emmen. Pierwszy samolot był gotów do lotu już w październiku tego samego roku. Uroczystość przekazania maszyny w ręce pilotów Schweizer Luftwaffe miała miejsce 23 stycznia 1997 roku. Posiadając 19 przeszkolonych pilotów, wstępną gotowość bojową jednostka Fliegerstaffel 17 uzyskała w grudniu 1997 roku. Wkrótce nastąpiło przezbrojenie dwóch pozostałych eskadr. Wiosną 1998 roku pierwsze F/A-18 otrzymała Fliegerstaffel 18, a w kolejnym roku Fliegerstaffel 11. Ostatni samolot przekazano użytkownikowi 22 października 1999 roku.

### Służba
Po uzyskaniu gotowości operacyjnej Fliegerstaffel 17 i 18 pozostały w swoich bazach operacyjnych. Jedynie Fliegerstaffel 11 po otrzymaniu nowych myśliwców początkowo stacjonowała w Dübendorfie, ale po zamknięciu bazy dla odrzutowców w 2005 roku przeniesiono jednostkę do Meiringen. Jedynej bazy gdzie funkcjonują skalne tunele w których chowane są odrzutowce. W latach 2005–2009 system ten został znacznie rozbudowany i unowocześniony w celu obsługi samolotów. Charakterystyczny jest brak przydziału samolotów do poszczególnych jednostek, więc co za tym idzie brak jest oznaczeń eskadr.
W wyniku wypadków utracono dwie maszyny. Pierwsza katastrofa miała miejsce na początku eksploatacji, 7 kwietnia 1998 roku gdzie dwumiejscowy F/A-18D nr J-5231 wystartował do lotu treningowego z zamiarem przechwycenia drugiego Horneta. Wskutek mgły i opadu śniegu doprowadziło to do utraty orientacji i rozbicia samolotu w Crans-sur-Sierre. Obaj piloci mimo próby katapultowania się zginęli. Druga katastrofa miała miejsce 23 października 2013 roku kiedy F/A-18D nr J-5237 wystartował wraz z drugą maszyną na lot treningowy walki powietrznej. Załamanie pogody zmusiło samoloty do zawrócenia. Przy złej ocenie odległości do tego manewru samolot uderzył w górę Pilatus. Obaj piloci zginęli. Ostatni wypadek wydarzył się 14 października 2015 roku, kiedy z lotniska w Payerne w towarzystwie dwóch F-5 z niewyjaśnionych przyczyn rozbił się dwumiejscowy Hornet. Lekko rannego pilota przewieziono do szpitala. 29 sierpnia 2016 roku około godziny 14:30 doszło do wypadku jednoosobowego myśliwca F/A-18C. Obecnie flota F/A-18 liczy 25 sztuk z czego tylko 5 w wersji D.

### Zadania bieżące
W pierwszej połowie 2015 roku szwajcarskie F/A-18 brały udział w międzynarodowych ćwiczeniach NATO Tigermeet 2015. Chociaż państwo nie jest członkiem NATO korzysta od 2004 roku z przywileju uczestnika. Delegacja składająca się z 40 osób i 3 Hornetów zajęła 3 miejsce w kategorii najlepsza jednostka latająca na 6 ekip. Pomiędzy 22 maja a 5 czerwca Szwajcarzy uczestniczyli w manewrach Arctic Challenge Exercise. Na czas ćwiczeń wysłano do Szwecji 8 Hornetów, 15 pilotów i 45 członków ekipy naziemnej. Ostatnimi ćwiczeniami był TLP Flying Course 2015-3. Od 14 września do 9 października 5 Horentów i blisko 100 członków personelu przebazowano do Hiszpanii na ćwiczenia obrony powietrznej. Ważną współpracą jest działalność z Austriackimi siłami powietrznymi.

### Modernizacje
W przeciwieństwie do przestarzałych F-5, myśliwce F/A-18 regularnie poddawane są pracom modernizacyjnym, zapewniającym wysoki stopień nowoczesności. Na początku 2002 roku wyposażone zostały w specjalnie zaprojektowane dla nich podskrzydłowe pylony na pojedynczy pocisk AIM-120B lub AIM-9P. Zastąpiły uniwersalne pylony o dużym ciężarze i oporze. Przejmując uzbrojenie po poprzednikach w postaci rakiet AIM-9P-5 było to tymczasowe rozwiązanie. W grudniu 2007 roku zakupiono nowe rakiety AIM-9X. Przeprowadzono modernizację awioniki zwaną Upgrade 21 w latach 2004–2009. Kolejnym programem był Upgrade 25, którego prace rozpoczęto grudzień 2012 mają się zakończyć wiosną 2016 roku.

## Bazy

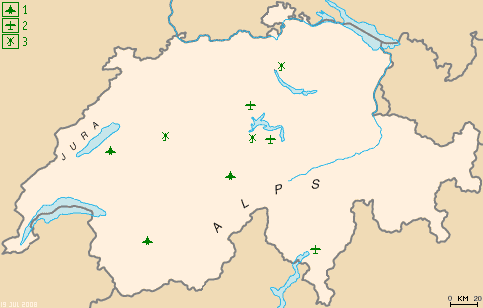
Rozmieszczenie baz.

- Payerne (LSMP)
- Sion (LSMS)
- Emmen (LSME)
- Meiringen (LSMM)
- Alpnach (LSMA)
- Buochs (LSMU)
- Dübendorf (LSMD)
- Lodrino (LSML)
- Locarno (LSMO)
- Berno (LSZB), VIP only

## Wyposażenie
| Zdjęcie                      | Statek powietrzny               | Przeznaczenie                        | Wersje                       | W służbie                                                                    | Uwagi |
| ---------------------------- | ------------------------------- | ------------------------------------ | ---------------------------- | ---------------------------------------------------------------------------- | --- |
|                              | McDonnell Douglas F/A-18 Hornet | Myśliwiec wielozadaniowy             | F/A-18C                      | 25 (J-5001 do J-5026. J-5022 rozbił się w 2016)                              | Eskadry myśliwskie: 17. i 18. (Payerne) oraz 11. (Meiringen) |
|                              | McDonnell Douglas F/A-18 Hornet | Myśliwiec wielozadaniowy             | F/A-18D                      | 5 (J-5232 do J-5238, J-5231. rozbił się w 1998, J-5237 w 2013, J-5235 2015 ) | Eskadry myśliwskie: 17. i 18. (Payerne) oraz 11. (Meiringen) |
|                              | Northrop F-5 Tiger II           | Myśliwiec przechwytujący             | F-5E                         | 41                                                                           | Eskadry myśliwskie: 6. i 8. (Emmen) oraz 19. (Sion). Wykorzystywany także przez zespół akrobacyjny Patrouille Suisse i do holowania celów                                                               |

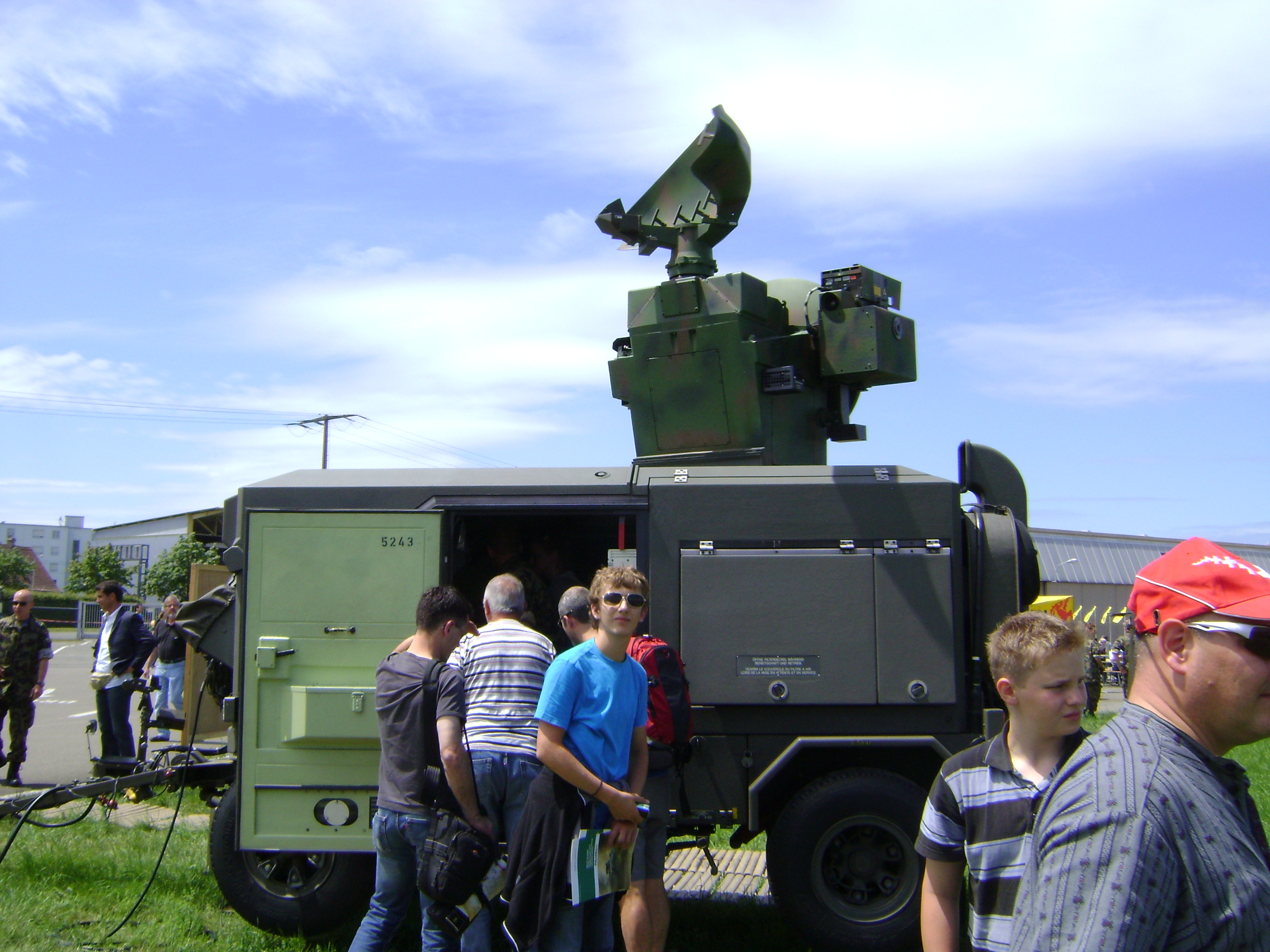
Oerlikon Skyguard

|                              | Northrop F-5 Tiger II           | Myśliwiec przechwytujący             | F-5F                         | 12 (J-3201 do J-3212)                                                        | walka radioelektroniczna |
|                              | Pilatus PC-7                    | Samolot szkolny                      | NCPC-7                       | 27                                                                           | wykorzystywany także przez zespół akrobacyjny PC-7 Team |
|                              | Pilatus PC-9                    | Samolot szkolny                      | PC-9/F                       | 6 (C-405, C-407 ,C-408, C-409, C-411 C-41., C-404 rozbił się)                | Zielflugstaffel 12 (Payerne). Zastosowanie: holowanie celów i walka radioelektroniczna |
|                              | Pilatus PC-21                   | Samolot szkolenia zaawansowanego     | PC-21                        | 8 (A-101 do A-108)                                                           | baza Emmen |
|                              | Beechcraft 1900                 | Transport VIP-ów                     | 1900D                        | 1 (T-729)                                                                    | bazuje w Berno-Belp |
|                              | DHC-6 Twin Otter                | Wykonywanie ortofotomap              | DHC-6                        | 1 (T-741)                                                                    | baza Dübendorf |
|                              | CL604                           | VIP /Ambulanz                        | CL60                         | 2 (T-751,T-752)                                                              | |
|                              | Beechcraft Super King Air       | Wykonywanie ortofotomap              | 350C                         | 1 (T-721)                                                                    | baza Dübendorf |
|                              | Pilatus PC-24                   | VIP Transporter                      | PC-24                        | 1 (T-786)                                                                    | |
|                              | Pilatus PC-6 Turbo-Porter       | Lekki samolot transportowy           | PC-6/B2-H2M-1                | 15                                                                           | 7. Eskadra Transportowa (AB Emmen) + HB-FCF z Armasuisse |
|                              | Dassault Falcon 900EX           | Transport VIP-ów                     | Falcon 900                   | 1 (T-785)                                                                    | bazuje w Berno-Belp |
|                              | Pilatus PC-12                   | Doświadczalny i transportowy         | PC-12                        | 1 (HB-FOG)                                                                   | Armasuisse Militärflugplatz Dübendorf |
|                              | Cessna Citation Excel           | Transport VIP-ów                     | Ce-560XL                     | 1 (T-784)                                                                    | bazuje w Berno-Belp, |
|                              | Diamond DA42                    | Eksperymentalny                      | Diamond DA42 Aurora Centauer | 1 (R-711)                                                                    | Armasuisse AB Emmen |
| Bezzałogowe aparaty latające |                                 |                                      |                              |                                                                              | |
|                              | Elbit Hermes 900                | rozpoznanie,walka radioelektroniczna |                              | 0/6                                                                          | W 2015 roku rząd w Bernie zaakceptował zakup 6 bezzałogowych aparatów latający Elbit Hermes 900 mają one służyć do rozpoznania i walki radioelektronicznej i zstąpić aparaty ADS 95 Ranger oraz KZD 85. |
|                              | ADS 95 Ranger                   | UAV                                  |                              | 24 (D-108 do D-134, D-119 rozbił się 13 września 2011)                       | 7. Eskadra Bezpilotowców (Emmen) |
|                              | KZD 85                          | UAV                                  | KZD-85                       | 60 (Z-30 do Z-90, obecnie 30 w użyciu)                                       | szkolenie obrony przeciwlotniczej |

| Zdjęcie          | Statek powietrzny           | Przeznaczenie         | Wersje                         | W służbie                                                            | Uwagi               |
| ---------------- | --------------------------- | --------------------- | ------------------------------ | -------------------------------------------------------------------- | ------------------- |
|                  | Eurocopter AS332 Super Puma | Transportowy (średni) | AS332M1                        | 15 (T-311 do T-325)                                                  | Payerne i Dübendorf |
|                  | Eurocopter AS532 Cougar     | Transportowy (średni) | AS532UL                        | 10 (T-331 do T342); T-341 rozbił się w 2011, T-338 rozbił się w 2016 | baza Alpnach        |
|                  | Eurocopter EC635            | Wielozadaniowy        | EC635 P2+                      | 18 (T-353 do T-370)                                                  | AB Alpnach          |
| Transport VIP-ów | Eurocopter EC635            | Wielozadaniowy        | EC635 P2+ VIP 2 (T-351, T-352) |                                                                      | AB Alpnach          |

| Zdjęcie | Nazwa                           | Przeznaczenie                                                 | W służbie | Uwagi |
| ------- | ------------------------------- | ------------------------------------------------------------- | --------- | --- |
|         | zdwojone działko Oerlikon 35 mm | działko przeciwlotnicze                                       | 45        | inna nazwa: Flab Kanone 63/90 W maju 2016 roku podpisano kontrakt z firmą Rheinmetall Air Defence AG na modernizację systemów obrony przeciwlotniczej Oerlikon Skyguard. Dzięki modernizacji ich sprawność bojowa zostanie przedłużona do 2025 roku. |
|         | FIM-92 Stinger                  | przenośny, ręcznie odpalany pocisk kierowany ziemia-powietrze | 288       | |
|         | Rapier                          | pocisk rakietowy ziemia-powietrze                             | 54        | inna nazwa: Mobile Lenkwaffen Flugabwehr |

### Wycofane

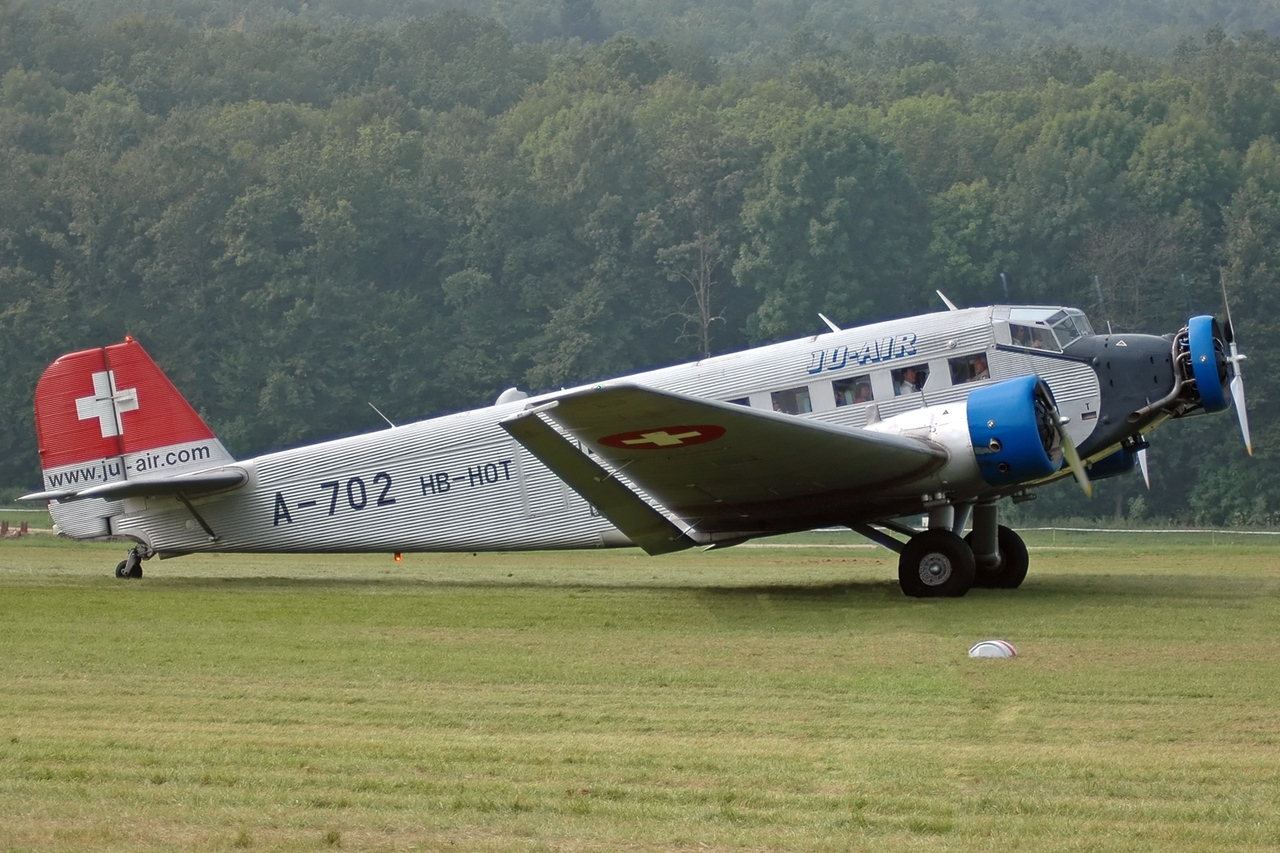
Ex-Schweizer Luftwaffe Ju-52

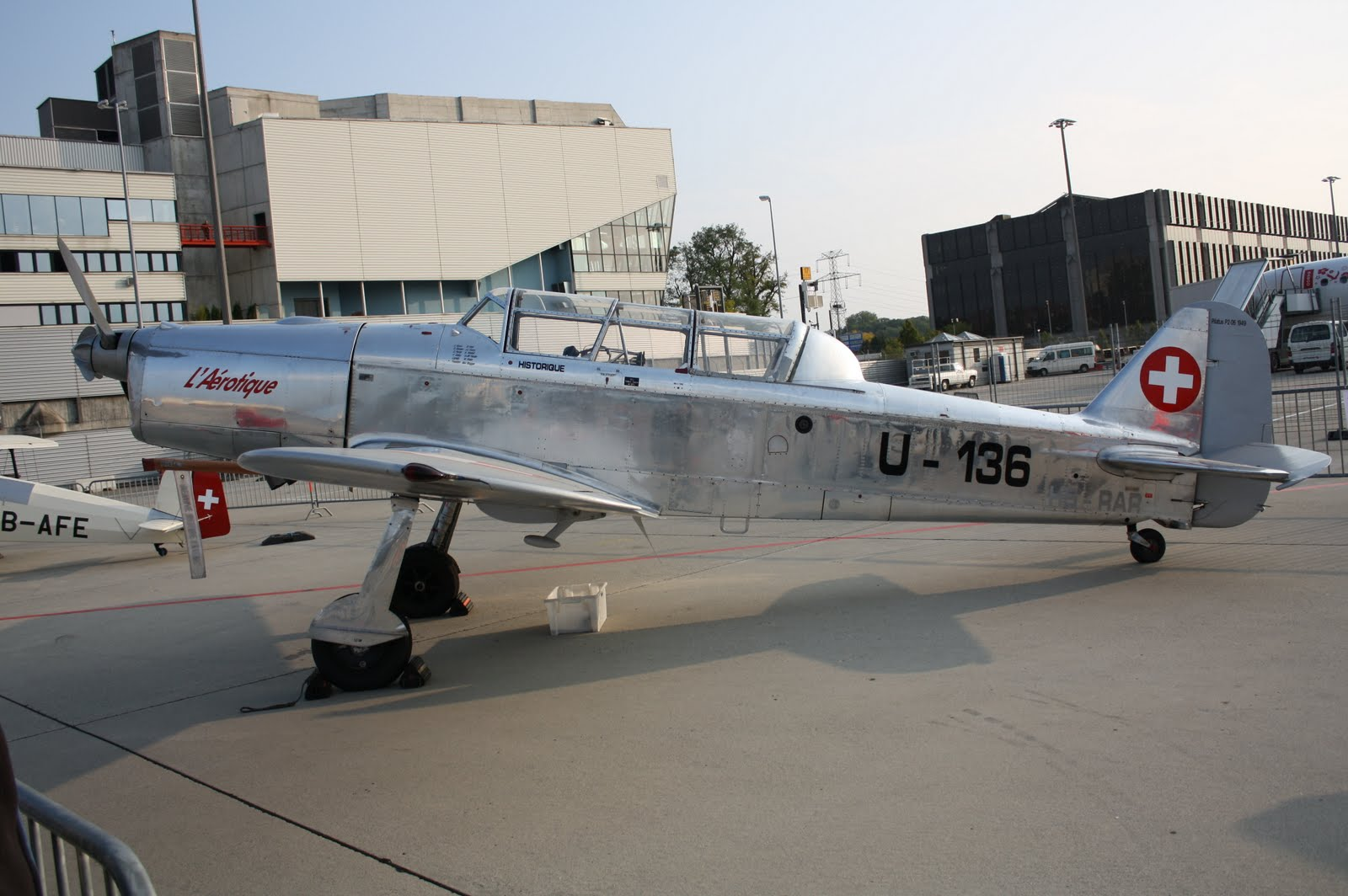
Pilatus P-2

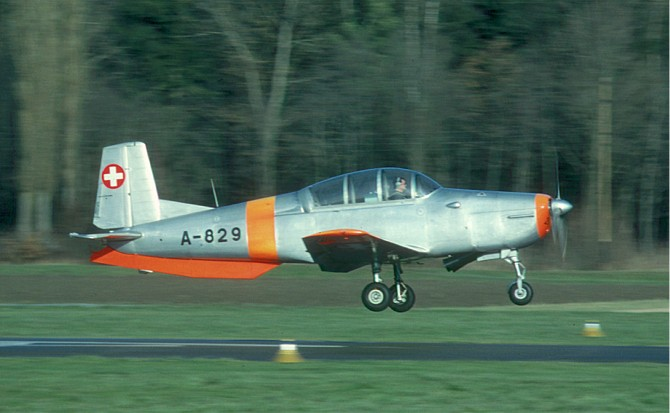
Pilatus P-3

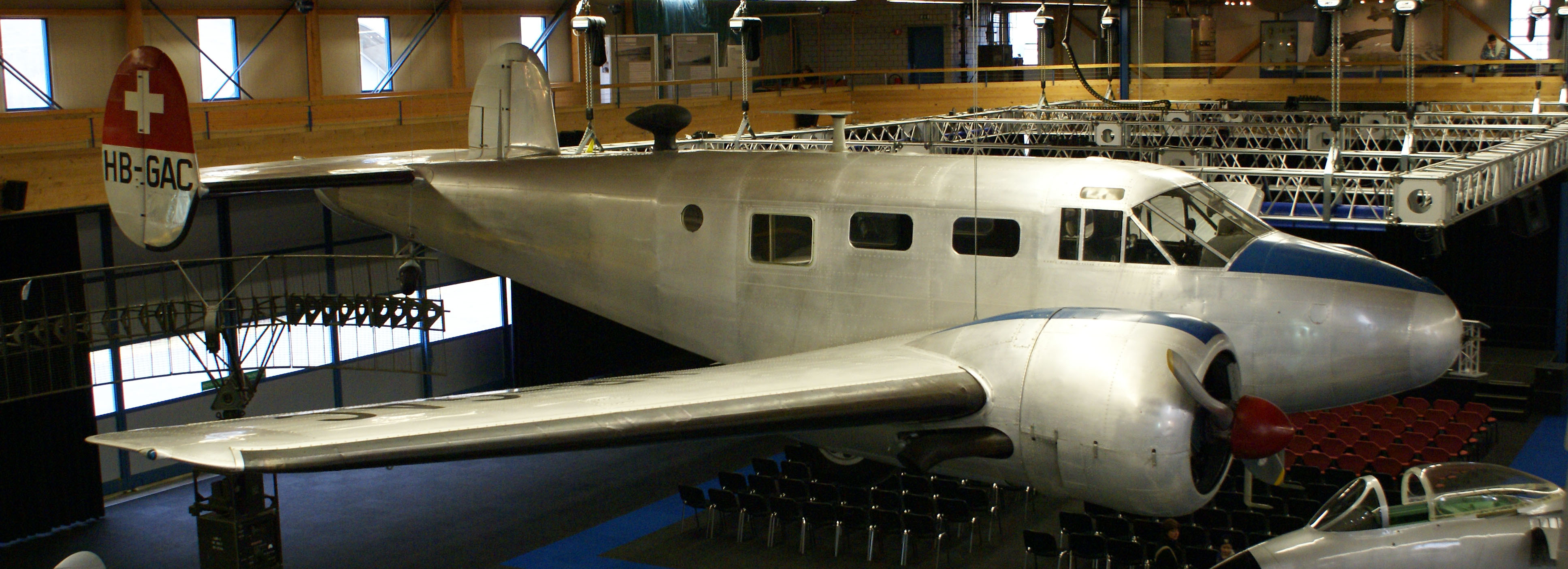
Swiss Air Force Beechcraft Model 18

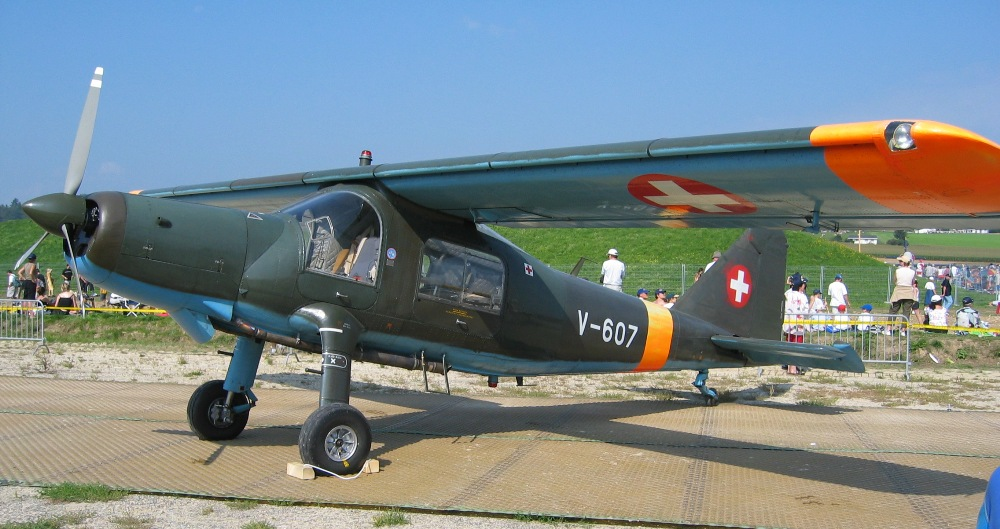
Dornier Do-27

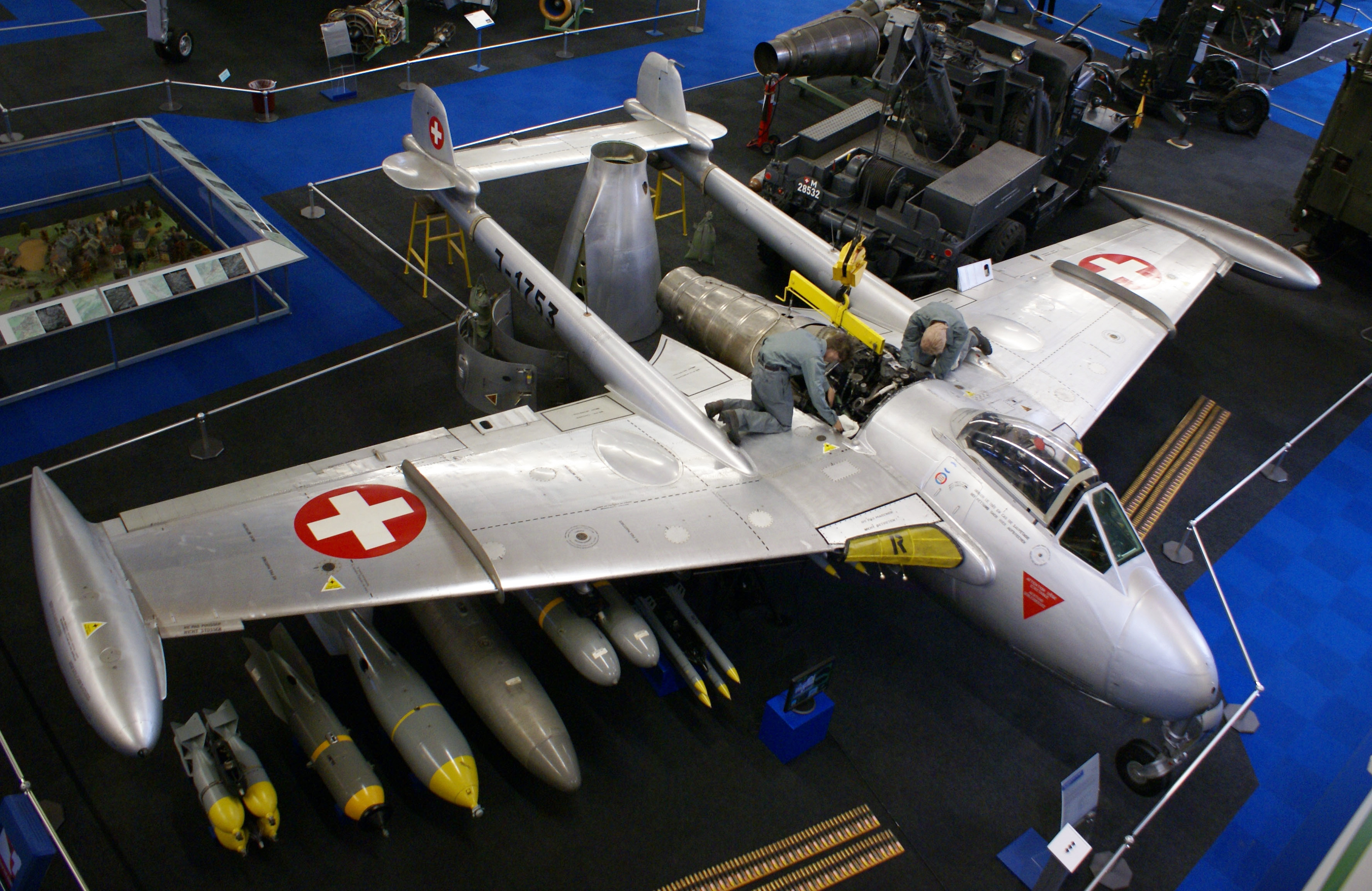
DH-112 Venom

- Hiller UH-12B (1952 – 1962) V-10 – V-12 / KAB-201 – KAB-203
- Sud-Ouest SO 1221 (1958 – 1964) V-21 – V-24 .
- Aérospatiale Alouette II (1958-1992) V-41 – V-70.
- Aérospatiale Alouette III (1964-2010) V-201 – V-284
- Eurocopter Dauphin (2005–2009) T-711
- Rockwell Grand Commander 680FL (1976- 1993) HB-GCB (swisstopo).
- Learjet 35 (1987-2006) T-781 T-872
- Dassault Falcon 50 (1996 – 2013) T-783
- Beechcraft Model 50 Twin Bonanza (1957 – 1989) T-711 – T-713
- BAe Hawk T.Mk.66 (1987-2002) U-1251 – U-1270) Flugzeug
- Dassault Mirage III
  - Dassault Mirage IIIC (1962-1999) J-2201
  - Dassault Mirage IIIRS (1964-2003) R-2101 – R-2118
  - Dassault Mirage IIIS (1964–1999)J-2301 – J-2336
  - Dassault Mirage IIIBS (1964-2003) U-2001 – U-2004 / J-2001 – J-2004.
  - Dassault Mirage IIIDS (1983-2003) U-2011 – U-2012 / J-2011 – J-2012 .
- Hawker Hunter
  - Hawker Hunter F.Mk.58 / F.Mk.58A (1958-1994)J-4000 – J-4152
  - Hawker Hunter T.Mk.68 – Trainer (1975-1994)J-4201 – J-4208
- FFA P-16 (1955-1960) J-3001 – J-3005.
- De Havilland Vampire DH.100 (1949−1990)
  - 4 "Vampire" DH-100 Mk.1 J-1001 – J-1004
  - 178 "Vampire" DH-100 Mk.6 J-1005 – J-1082 & J-1101 – J-1200
  - 39 "Vampire" DH-115 U-1201 – U-1239
- De Havilland D.H.112 Venom (1949-1983).
  - 126 "Venom" DH-112 Mk.1 J-1501 – J-1625 & J-1650
  - 100 "Venom" DH-112 Mk.4 J-1701 – J-1800
    - 24 "Venom" DH-112 MK.1R J-1626 – J-1649
- Dornier Do 27 (1958 – 2005) HB-HAD / V-607, V-601 – V-607 & HB-HAC
- North American P-51D «Mustang» (1948–1958)
- North American AT-6 Texan (Harvard) U-301 – U-340
- Pilatus P-3 (1956 – 1995) A-801 – A-873
- Pilatus P-2 U-102 – U-128 & U-132 – U-157
- Piper PA-18 Super Cub (1948 – 1975) KAB-101 & KAB-102 / V-651 – V-656
- Nord 1201 Norécrin I (1948 – 1952) V-653 / HB-HOI
- Nord NC.850 Norvigie (1949-1950) KAB-103
- Siebel Si 204 (1945 -1955) B-3.
- Potez 63 (1938 – 1944) B-1 & B-2 B-1 / HB-HAs, B-2 / HB-HAT
- Junkers Ju 52/3m (1939 – 1981) A-701 – A-703
- Nardi FN-315 (1944 – 1948) A-290 & A-291
- Fieseler Fi 156 Storch (1940-1963): A-96 – A-100, A-96 / HB-ARU
- De Havilland D.H.98 Mosquito (1944 – 1954) B-4 & B-5 B-4 / E-42
- WLM-1 (1951) 2 WLM-1 U-1 – U-2 (Zivil HB-551 & HB-552)
- Messerschmitt Bf 109 (1938-1949):
  - 10 Bf 109 D-1 «David» J-301 – J-310
  - 88 Bf 109 E-3a «Emil»
  - 2 Bf 109 F-4 «Fritz»
  - 13 Bf 109 G-6 «Gustav»
  - 1 Bf 109 G-14 «Gustav»
- Messerschmitt Bf 108-B Taifun (1938 – 1959) A-201 – A-215
- Morane-Saulnier D-3800 (1940-1959)
  - 82 Morane D-3800 J-1 – J-84
  - 207 Morane D-3801 J-191 – J-297
  - 13 Morane D-3802 J-401 – J-404, J-406 – J414
  - 1 Morane D-3803 J-405
- Eidgenössische Konstruktionswerkstätte K+W C-36 C-3603 (1942 – 1987) C-401 – C-560
- Stinson L-5 Sentinel (1944 – 1945) A-96 /HB-TRY.
- Bücker Bü 133 Jungmeister (1937-1968) U-49 – U-100.
- Bücker Bü 131 Jungmann (1936-1971)A-85 – A-94
- Hanriot HD.1 – od 1921–1930